# 1609 en science
| Années de la science : 1606 - 1607 - 1608 - 1609 - 1610 - 1611 - 1612    |
| Décennies de la science : 1570 - 1580 - 1590 - 1600 - 1610 - 1620 - 1630 |

C'est en l'honneur des travaux réalisés en 1609 par les astronomes Thomas Harriot, Galilée et Johannes Kepler, que l'année 2009 (400 ans après) a été proclamée Année mondiale de l'astronomie (AMA09).

## Événements

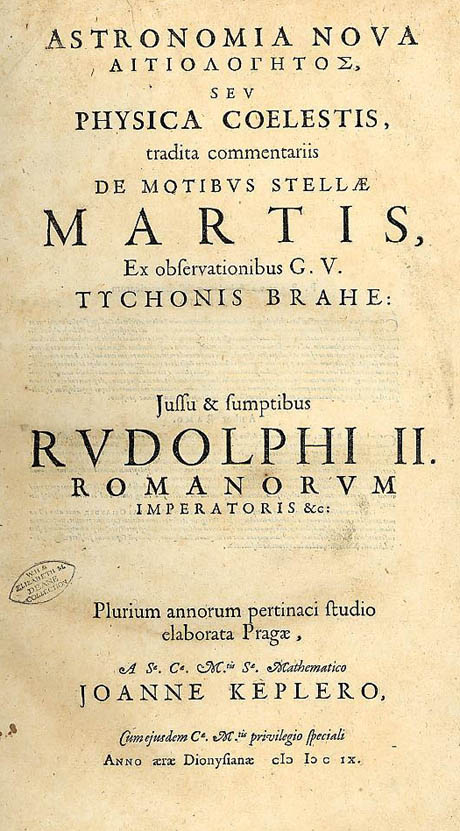
Astronomia nova

- 4 avril : départ d'Amsterdam, à bord du Halve Maen (Demi-lune), de l'expédition d'Henry Hudson durant laquelle il explore la côte nord-est de l'Amérique du Nord[1]. Le 28 août il découvre la baie de la Delaware[2] et  atteint la baie de New York le 2 septembre, avant d'explorer le fleuve Hudson[3].

- 10 mai : Galilée, alors à Venise, apprend l'invention de la lunette d'approche en Hollande[4] ; il la perfectionne, et il est parmi les premiers à l'utiliser comme lunette astronomique pour l'observation des corps célestes en août.

- 26 juillet: Thomas Harriot effectue les premiers dessins de la lune au travers d'un télescope, quatre mois avant Galilée[5].
- 21 août : Galilée présente sa deuxième lunette au Sénat de Venise. Elle grossit huit ou neuf fois mais les prochains modèles auront un grossissement de 30 fois[6].
- 1er septembre : parution de l'Astronomie nouvelle de Johannes Kepler[7].
- 30 novembre : Galilée observe la lune à l'aide de sa lunette astronomique[5].

## Publications
- Anselmus Boëtius de Boodt : Gemmarum et lapidum historia, 1609 ;
- Oswald Crollius : Basilica chymica
- Hugo Grotius : Mare liberum dans lequel il formule le nouveau principe selon lequel la mer était un territoire international et que toutes les nations étaient libres de l'utiliser pour le commerce maritime ;
- Johannes Kepler :
  - Astronomia nova, où il calcule l’orbite de Mars et énonce deux lois du mouvement planétaire : la première stipule que les planètes se déplacent selon des orbites elliptiques avec le Soleil, la seconde, ou « règle des aires », énonce que la ligne imaginaire que l’on tracerait entre le Soleil et une planète balaie des aires identiques d’une ellipse pendant des intervalles de temps égaux.
  - Strena sive de Nive sexangula,
  - Antwort auf Roeslini Diskurs,
- Adrien Romain : Le canon de Romain : Adriani Romani canon triangulorvm sphæricorum: brevissimus simul ac facilimus quam plurimisq; exemplis opticè proiectis illustratus, in gratiam astronomiæ, cosmographiæ, geographiæ, horologiographiæ, &c studiosorum iam primùm editus. Accessere plenioris usus ergo, imprimé par Joannis Albini, 1609, introduction de Christophe Clavius.
- Charls Butler : The Feminine Monarchy, or a Treatise Concerning Bees.

## Naissances
- 29 juin : Pierre-Paul Riquet († 1680), ingénieur français, constructeur du Canal du Midi.
- 8 octobre : John Clarke (en) († 1676), médecin anglais.

## Décès
- 4 avril : Charles de L'Écluse (ou Clusius) (né en 1526), botaniste français qui a publié un des plus anciens livres connus sur la flore de l'Espagne.
- 9 juin : Caspar Schwenckfeld (né en 1563), médecin et naturaliste originaire de Silésie[8].
- 16 août : André Dulaurens (né en 1558), médecin français[9].
- 20 août : Joseph du Chesne (né vers 1544), chimiste, alchimiste, médecin et diplomate français.
- Décembre : Oswald Croll (né vers 1560), chimiste et médecin allemand.